# Пеунешть (Мехедінць)
Пеунешть, Пеунешті (рум. Păunești) — село у повіті Мехедінць в Румунії. Входить до складу комуни Годяну.
Село розташоване на відстані 276 км на захід від Бухареста, 16 км на північ від Дробета-Турну-Северина, 106 км на північний захід від Крайови.

## Населення
За даними перепису населення 2002 року у селі проживала 231 особа, усі — румуни. Усі жителі села рідною мовою назвали румунську.